# ロスト・サン
『ロスト・サン』（原題：The Lost Son）は、イギリスの映画作品。

## キャスト
| 役名       | 俳優                     | 日本語吹替 |
| ---------- | ------------------------ | ---------- |
| ロンバード | ダニエル・オートゥイユ   | 佐々木勝彦 |
| デボラ     | ナスターシャ・キンスキー | 藤井佳代子 |
| エミリー   | カトリン・カートリッジ   | 野沢由香里 |
| カルロス   | キアラン・ハインズ       | 村田則男   |
| ナタリー   | マリアンヌ・ドニクール   | 椿真由美   |
|            | ブルース・グリーンウッド |            |
|            | ビリー・ホワイトロー     |            |
|            | シリル・シャップス       |            |
| ホッパー   | ジェイミー・ハリス       | 青羽剛     |
|            | ロジー・ハケット         |            |

- その他の声の吹き替え：阪上和子／名取幸政／佐藤祐四／長克巳／桐本琢也／猪野学／小柳洋子